# Михайло Максимович (монета)
«Миха́йло Максимо́вич» — ювілейна монета номіналом 2 гривні, випущена Національним банком України. Присвячена 200-річчю від дня народження природознавця, історика, археолога, археографа, мовознавця, педагога та письменника Михайла Олександровича Максимовича (1804—1873). Максимович — учений-енциклопедист, один з основоположників української історіографії, інтелектуальної української історії та вітчизняної ботаніки, автор віршованих перекладів «Слова о полку Ігоревім», перший ректор Київського університету св. Володимира. Михайло Максимович по праву належить до числа найвизначніших українських мислителів і подвижників вітчизняної науки.
Монету введено в обіг 17 серпня 2004 року. Вона належить до серії «Видатні особистості України».

## Опис та характеристики монети
| Номінал грн. | Метал      | Маса, грам | Діаметр, мм. | Якість виготовлення | Гурт     | Тираж, штук |
| ------------ | ---------- | ---------- | ------------ | ------------------- | -------- | ----------- |
| 2            | нейзильбер | 12,8       | 31           | анциркулейтед       | рифлений | 30 000      |

### Аверс
На аверсі монети зображено будівлю університету (з боку Ботанічного саду) та розміщено: напис угорі півколом «УКРАЇНА», під яким — малий Державний Герб України та рік карбування монети «2004», унизу — номінал — «2/ГРИВНІ» (півколом), логотип Монетного двору Національного банку України.

### Реверс
На реверсі зображено портрет Максимовича (профіль) та розміщено написи: з обох боків півколом — «МИХАЙЛО» (ліворуч) «МАКСИМОВИЧ» (праворуч), унизу роки життя — «1804—1873».

## Автори

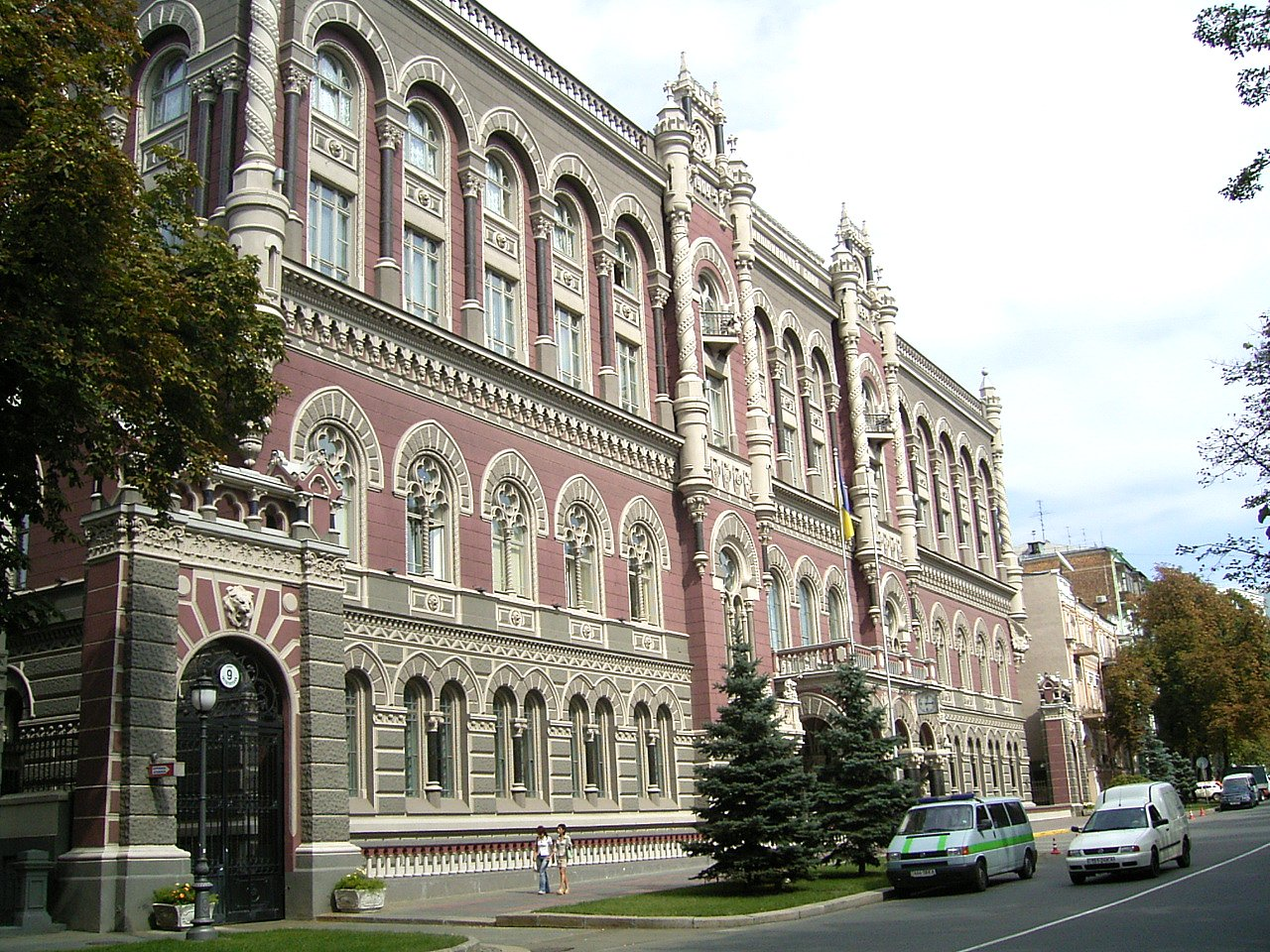
Будівля Національного банку України

- Художник — Бєляєв Сергій.
- Скульптор — Атаманчук Володимир.

## Вартість монети
Під час введення монети в обіг 2004 року, Національний банк України розповсюджував монету через свої філії за номінальною вартістю — 2 гривні.
Фактична приблизна вартість монети з роками змінювалася так:
| Рік        | 2010 | 2011 | 2012 | 2013 | 2014 | 2015 | 2016 | 2017 | 2018 | 2019 | 2020 | 2021 | 2022 | 2023 | 2024 | 2025 |
| ---------- | ---- | ---- | ---- | ---- | ---- | ---- | ---- | ---- | ---- | ---- | ---- | ---- | ---- | ---- | ---- | ---- |
| Ціна, грн. | 20   | 25   | 30   | 30   | 35   | 45   | 55   | 70   | 85   | 100  | 100  | 100  | 100  | 135  | 200  | 200  |